# Amand Rojek
Amand Rojek – polski lekkoatleta, specjalizujący się w biegach sprinterskich.

## Osiągnięcia
- Mistrzostwa Polski seniorów w lekkoatletyce (1 medal)[1][2]
  - Warszawa 1926 – brązowy medal w biegu na 400 m